# Bothmer (Adelsgeschlecht)

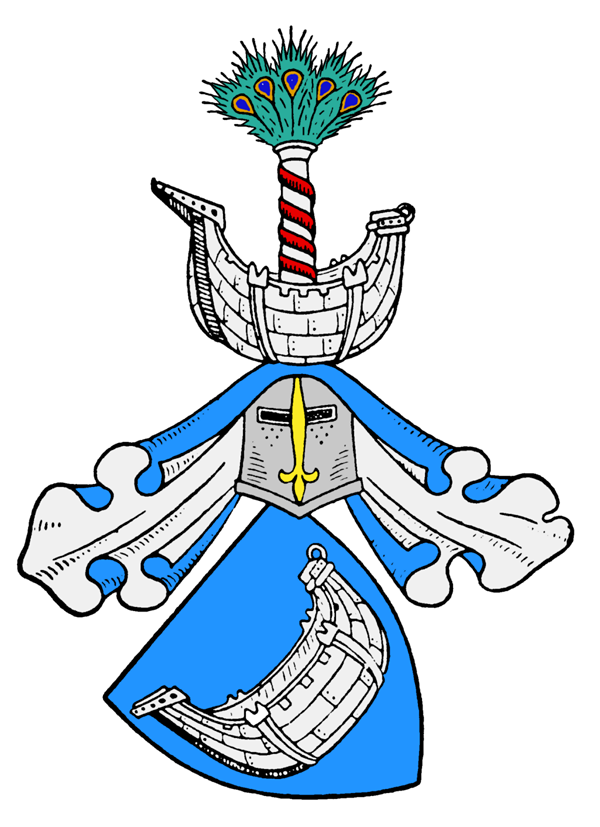
Wappen derer von Bothmer

Bothmer, auch Bothmar ist der Name eines alten niedersächsischen Adelsgeschlechts.

## Geschichte

### Ursprung

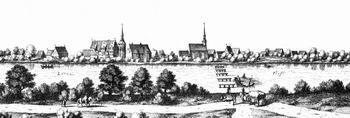
Bothmer bei Schwarmstedt, Lüneburger Heide

Stammvater ist Gerd von Lachem (= von Lacheim). Ein Teil von dessen Nachkommen, darunter auch der älteste Sohn Ulrich (1162–1196), nannten sich Bothmer nach dem Lehen in Bothmer bei Schwarmstedt an der Leine, an dem sich auch eines ihrer Güter befand. Unter dem heutigen Namen treten sie urkundlich erstmals 1182 mit dem Ritter Ulricus de Botmerere auf. Die Stammreihe beginnt mit dessen Bruder Dietrich, als Ritter urkundlich 1183–1222.
Zwischen 1500 und 1586 wurde das Alte Haus auf dem Rittergut Bothmer I in Bothmer errichtet; der Turm und das Neue Haus, ein im rechten Winkel angebauter Fachwerkflügel, folgten 1596. Der Turm ist später verändert worden, der ältere Flügel steht heute nicht mehr. Im Lauf der Jahrhunderte entstanden durch Erbteilungen folgende Rittergüter der Familie von Bothmer am Ort:
- das Rittergut Bothmer I – von Bothmer
- das Rittergut Bothmer II (Rolefshof) – Freiherren von Bothmer
- das Gut Bothmer IV (Communiongut) – Grafen von Bothmer

### Linien

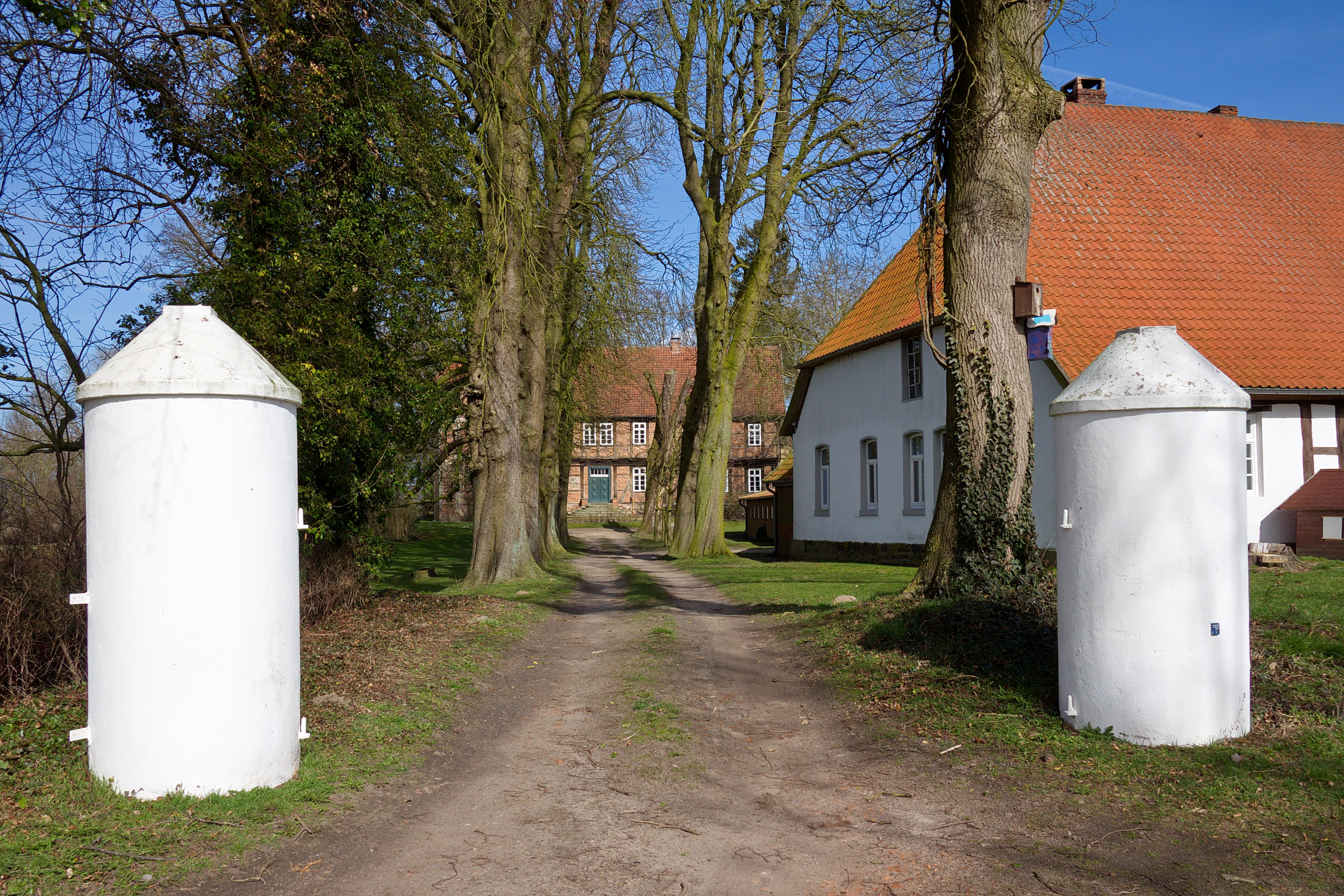
Rittergut Bothmer I

Bereits im 13. Jahrhundert bildeten sich zwei Linien heraus: Die Drakenburger als ältere, die Giltener als jüngere Linie. In Bothmer bei Schwarmstedt bestehen für beide Linien verschiedene Güter und Höfe. Die ältere Linie erhielt im Laufe der Zeit Besitzungen in Drakenburg und hält bis heute (im gräflichen Zweig) die Güter Bothmer IV und Lauenbrück (Landkreis Rotenburg/Wümme) sowie Gut Schwegerhoff in Ostercappeln, während Schloss Bothmer in Klütz dem 1. Haus des gräflichen Zweiges 1945 enteignet wurde; der einst in Landesbergen ansässige Zweig besitzt einen Hof in Hetendorf, ein freiherrlicher Ast auf Bothmer II das Gut in Bennemühlen und bis 1945 auch das Gut Zürkvitz auf Rügen. Die jüngere Linie ist auf Bothmer I sowie auf Gut Oppershausen bei Wienhausen ansässig und gelangte durch Heirat auch ins Badische, auf Gut Rickelshausen bei Radolfzell. Bis 1945 war auch Falkenberg in der Neumark im Besitz eines Familienzweigs. Ein Geschlechtsverband für die Gesamtfamilie wurde bereits früh im 19. Jahrhundert gegründet.

### Bothmer-Bülowscher Fideikommiss

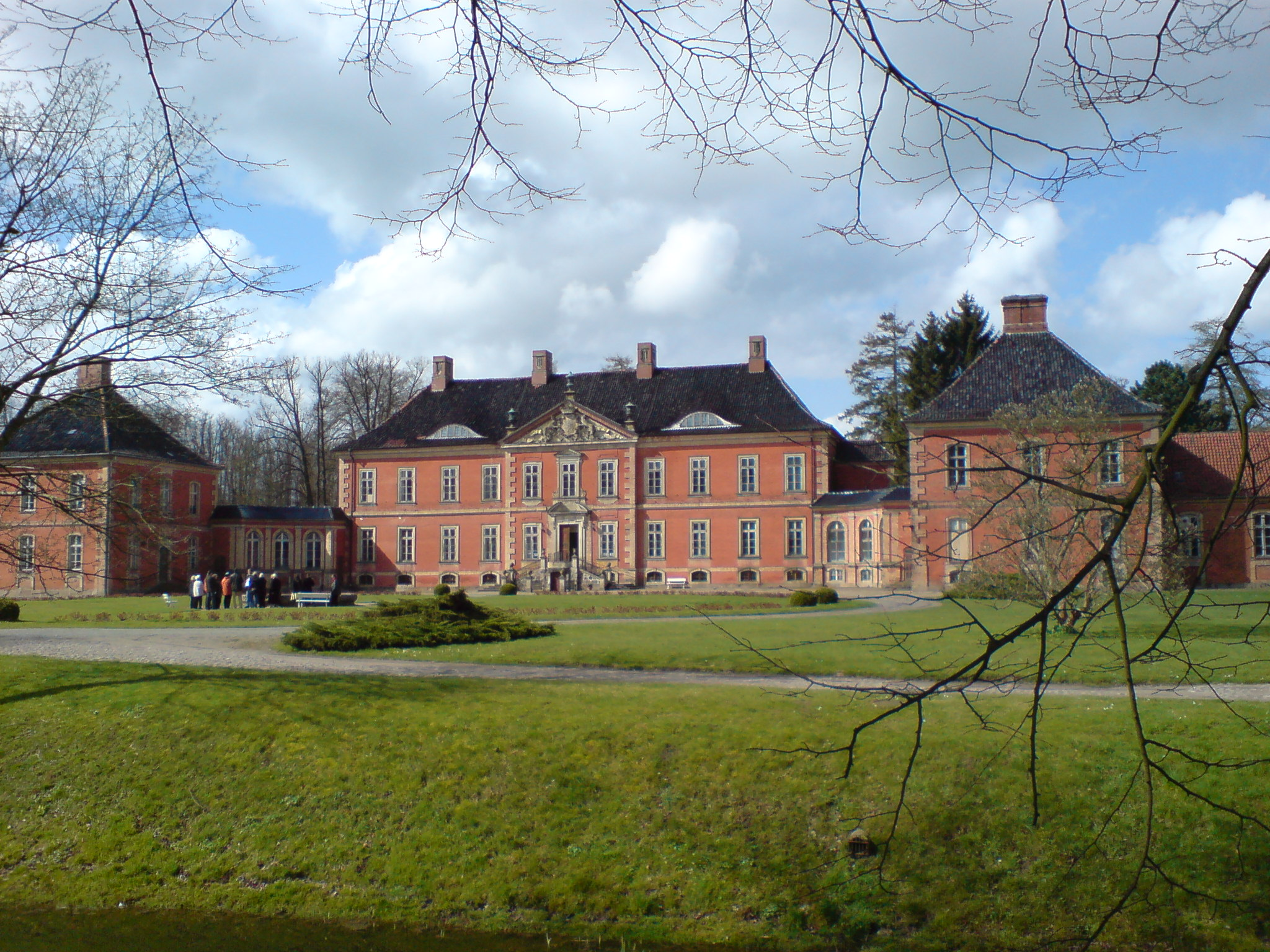
Schloss Bothmer in Klütz, Mecklenburg

Der kurhannoversche Minister Hans Caspar von Bothmer, ein Freiherr von Bothmer aus dem Hause Lauenbrück, der 1713 zum Reichsgrafen erhoben wurde, errichtete aus seinen im Klützer Winkel angekauften Gütern ein Fideikommiss, das sich als Majorat vererben sollte, dessen Hauptsitz das 1726 bis 1732 errichtete Schloss Bothmer wurde. Erster Majoratsherr wurde sein Neffe Hans Caspar Gottfried von Bothmer (1695–1765). Durch dessen Ehe mit Christine Margarethe von Bülow (1708–1786) und deren Erbe vergrößert sich der Fideikommiss nochmals. Die Grafschaft umfasste schließlich 10 Güter mit einer Gesamtfläche von nahezu 8000 Hektar und blieb bis nach dem Ersten Weltkrieg bestehen. Dazu gehörten:
- Bothmer mit den Pertinenzien Bahlen, Hofzumfelde und Nieder Klütz
- Arpshagen mit den Pertinenzien Flecken Klütz, Ober Klütz und Hohen Schönberg
- Brook
- Christinenfeld
- Elmenhorst (Kalkhorst)
- Goldbeck
- Grundshagen
- Parin (Bülowsches Erbe) mit den Pertinenzien Rolofshagen, Moor, Küssow und Gutow
- Steinbeck
- Tarnewitzerhagen

## Standeserhebungen
Julius August von Bothmer, kurbraunschweigischer Geheimrat, Hofrichter in Celle und Landdrost in Lauenburg, wurde vom Kaiser Leopold I. mit Diplom vom 9. November 1696 in den Reichsfreiherrnstand erhoben, und sein Sohn, Hans Caspar von Bothmer († 1732) erhielt vom Kaiser Karl VI. am 14. November 1713 die Reichsgrafenwürde. Die Grafenwürde wurde auch auf seine drei Brüder Friedrich Johann, Julius August und Ludolph Christian mit deren ehelicher Nachkommenschaft ausgedehnt, doch so, dass die Grafenwürde allein von dem ältesten der vier Brüder und nach dessen Tode nur von dem Erstgeborenen des Erstgeborenen geführt werden sollte, alle übrigen Nachkommen des ersten Erwerbers sich aber nur des Freiherrentitels zu bedienen hätten. Der jedesmalige Graf sollte allein Inhaber des vom ersten Grafen Hans Caspar 1723 gestifteten Bothmerschen Fideikommisses mit Sitz auf Schloss Bothmer sein. Hans Caspar starb ohne männliche Nachkommen. Auf ihn folgte als Majoratsherr Hans Caspar III., Graf von Bothmer (1727–1787), Hans Caspar Julius Victor, Graf von Bothmer (1764–1814) und auf diesen sein Bruder Christian Ludwig, Graf von Bothmer (1773–1848).
Die späteren Majoratsherren stammten alle von einem Enkel des Freiherrn Carl Ludwig von Bothmer – einem Bruder des Großvaters des Grafen Christian Ludwig – von Karl von Bothmer (1770–1845), württembergischer Gesandten am bayerischen Hof und Erbherr auf Mehring, ab. Er hinterließ aus erster Ehe mit Antoinette Freiin von Hanstein sechs Söhne. 1817 erhielt er das bayerische Indigenat, wurde zugleich in dem von seinem Urahnherrn Friederich Johann, von Kaiser Karl VI. unterm 4. November 1713 cum privilegio usus, et de non usu, erworbenen Grafenstande von des Königs Majestät für sich und seine Descendenz den 8. Dezember v.J. anerkannt. und bediente sich seitdem des Grafentitels, ebenso seine Söhne.
Die sog. Bennemühlener Hauptlinie des freiherrlichen Zweiges erhielt erst 1881/82 durch das königlich preußische Heroldsamt die Berechtigung zum Führen des Freiherrntitels.
Hans Ludwig Adolf von Bothmer (1839–1918) auf Lauenbrück erhielt am 28. Januar 1889 die Anerkennung des Grafenstandes und bildete die II. Linie des Grafenhauses.

## Wappen

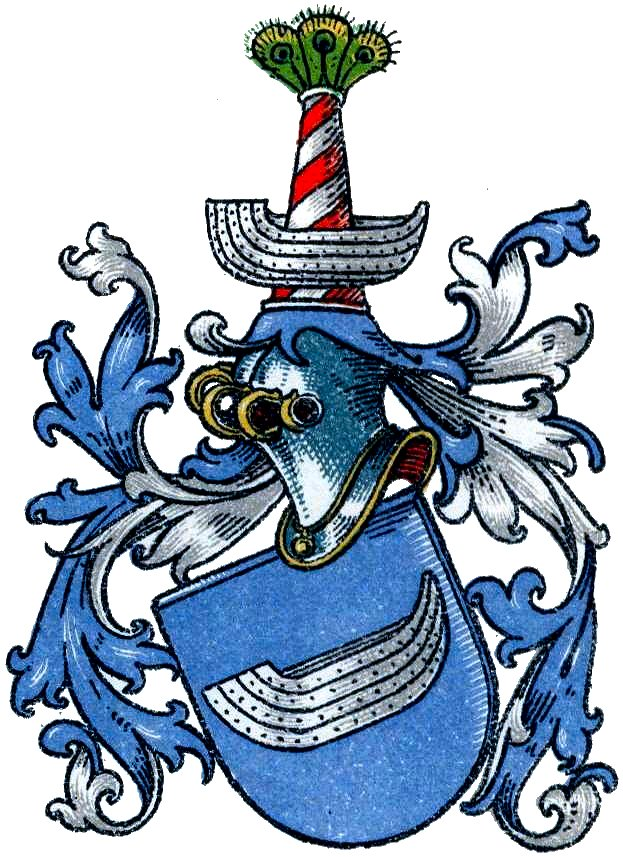
Wappen derer von Bothmer bei Spießen
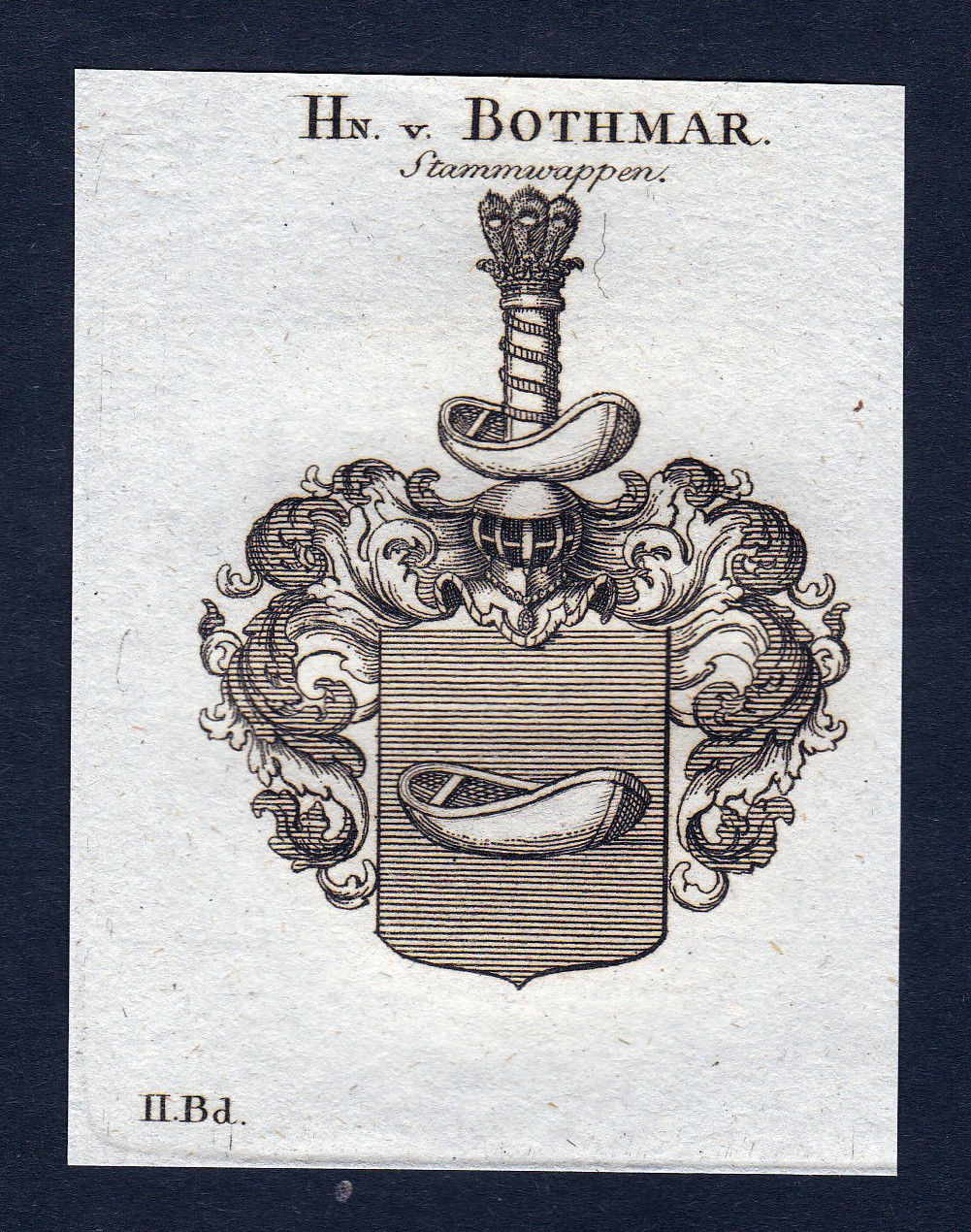
Stammwappen der von Bothmer
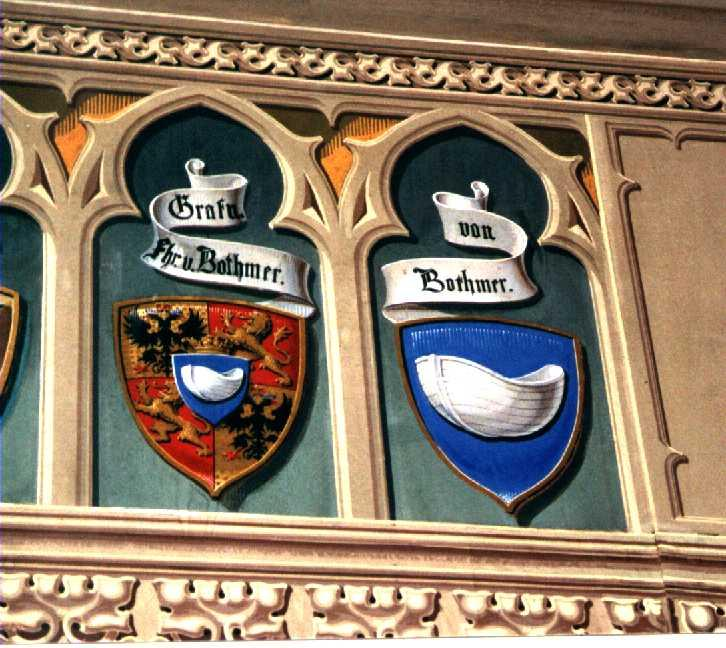
Beide Wappen im Saal der Celler Ritterschaft
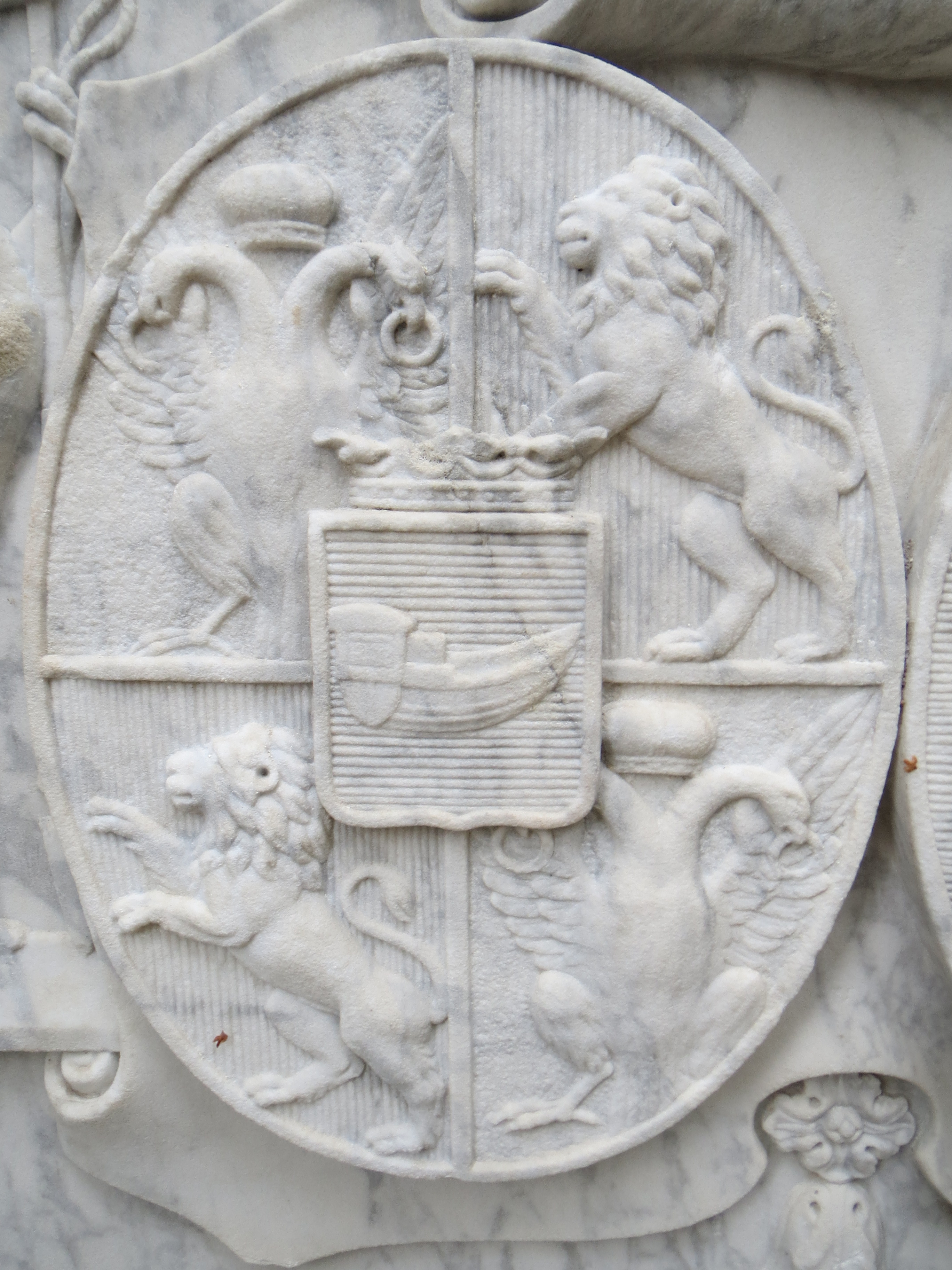
Reichgräfliches Wappen (Grablege Neuer Friedhof Klütz)

Das Stammwappen zeigt in Blau ein silbernes Boot; auf dem Helm mit blau-silbernen Decken das Boot, in dem eine mit 5 natürlichen Pfauenfedern bestückte und mit einem roten Band 4-mal umwundene silberne Säule steht.
Das gräfliche Wappen ist quadriert mit einem gekrönten Mittelschild, worin in Blau ein silbernes, rundes Boot. Die Felder 1 und 4 zeigen in Gold den kaiserlichen schwarzen Doppeladler und darüber die kaiserliche Krone. Die Felder 2 und 3 zeigen in Rot einen rechtsstreitenden goldenen Löwen. Den Schild deckt eine Grafenkrone, auf der drei gekrönte Helme stehen. Der rechte Helm führt den kaiserlichen Adler mit der Krone darüber, ganz wie im 1. und 4. Feld; der mittlere trägt das Boot des Mittelschildes, in dem eine silberne, viermal und schräglinks rotumwundene Säule mit goldener Krone steht, aus der ein Busch von fünf Pfauenfedern (nicht sieben Blumen) hervorgeht; auf dem linken wächst aus einem mit drei hinauf- und eben so viel herabsteigenden Stufen versehenen Hügel, welcher mit einem von zwei Balken durchzogenen schwarzen Sparren belegt ist, ein goldener, rechtsgekehrter Löwe empor. Auf der zweiten (nicht auf der unteren) Staffel des Hügels stecken zwei Fahnen, von denen die rechte golden und mit dem doppelten schwarzen Adler und der kaiserlichen Krone belegt, die linke rot und mit goldener Einfassung geziert ist. Die Helmdecken sind blau und silbern. Den Schild halten zwei schwarze, nach außen sehende Wölfe, die in der freien Pranke eine Fahne halten. Die rechtsstehende Fahne ist golden, mit dem doppelten schwarzen Adler und der kaiserlichen Krone belegt, die linke roth, mit goldener Einfassung.

### Wappenspruch
„Quidquid agis, prudenter agas et respice finem“ („Was immer Du tust, das tue bedacht und bedenke das Ende“). Oft wird auch nur die Kurzform „Respice finem“ („Bedenke das Ende“) angegeben.

## Bekannte Familienmitglieder

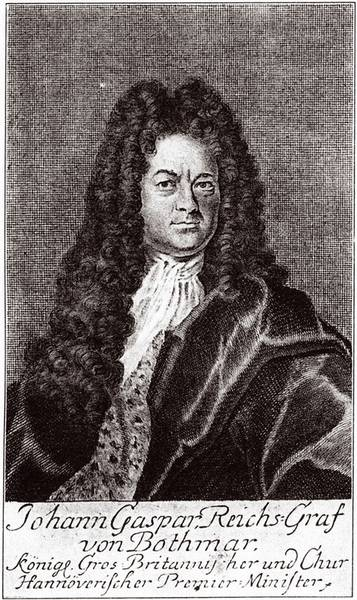
Hans Caspar Graf von Bothmer (1656–1732), kurhannoverscher Minister

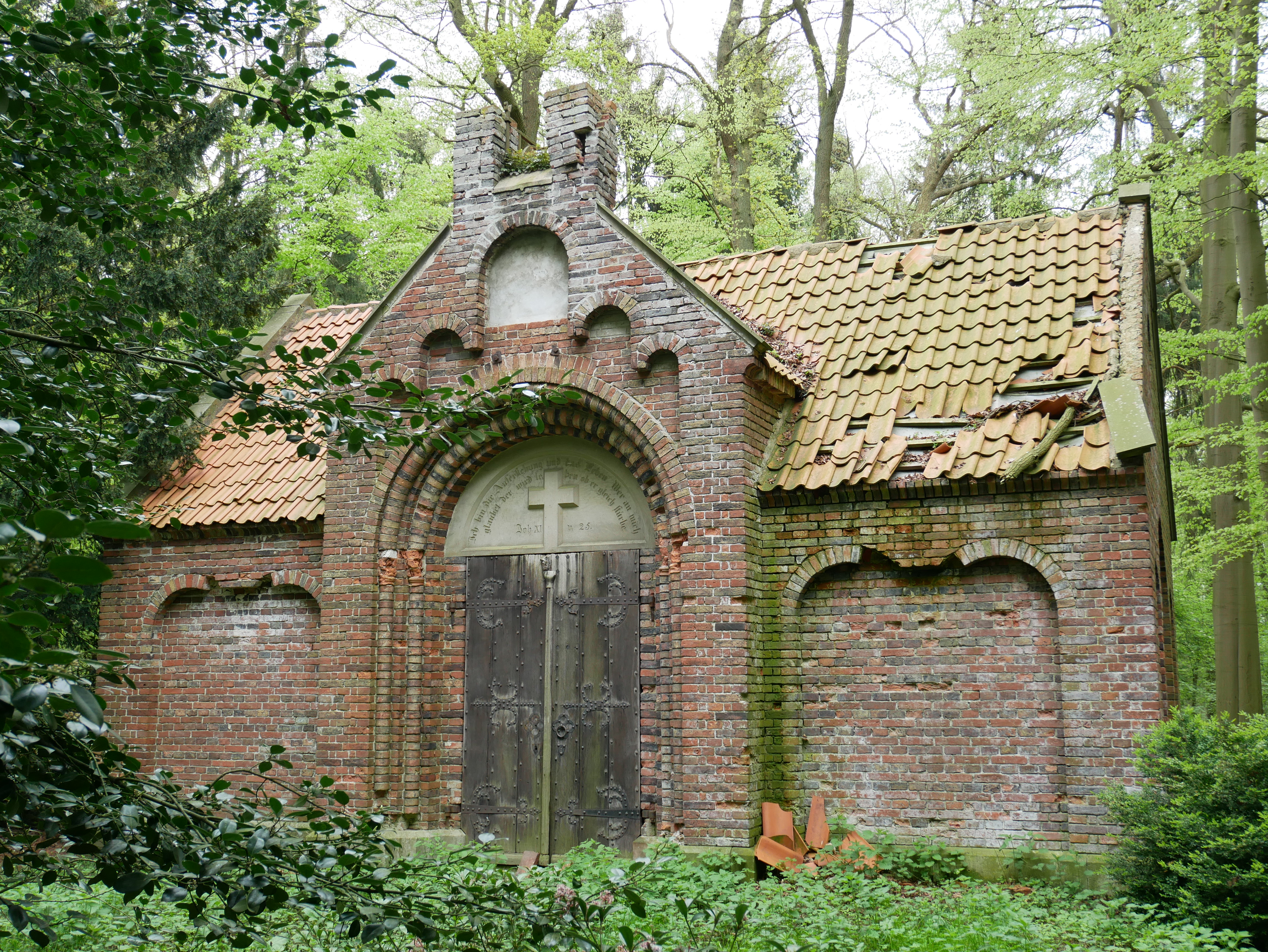
Grabkapelle der Familie von Bothmer, Bennemühlen (Wedemark)

- Alexander von Bothmer (1780–1840), hannoverscher Generalmajor
- Alfred von Bothmer (1815–1892), preußischer Generalleutnant
- Arpád von Bothmer (1858–1938), K.u.K. Feldmarschallleutnant, Vater von Karl Graf von Bothmer
- August Friedrich von Bothmer († 1743), Generalmajor im Kurfürstentum Braunschweig-Lüneburg
- August von Bothmer († 1886), hannoverscher Drost
- Bernhard von Bothmer (1783–1868), hannoverscher Generalleutnant
- Bernard V. Bothmer (1912–1993), deutsch-amerikanischer Ägyptologe
- Brun von Bothmer, Militär. Ihm wird als braunschweigischen Feldhauptmann ein entscheidender Beitrag für den Ausgang der Schlacht bei Drakenburg am 23. Mai 1547 zugeschrieben. Er kannte das Gelände aus seiner Kindheit und schlug eine Zangenbewegung mit einem zweiten Angriff in den Rücken des Feindes vor. Dazu führte er etwa 1.000 berittene Hakenschützen mit einigen kleinkalibrigen Kanonen an, die sich dem Feind versteckt näherten. Die Schlacht liegt zeitlich am Ende Schmalkaldischen Krieges (1546/47) und bedeutete eine Niederlage für das kaiserliche Heer gegenüber den Protestanten. Bereits zuvor hatte Brun 1522 Ruhm als Befehlshaber in der Hildesheimer Stiftsfehde errungen.
- Conrad von Bothmer (1548–1617), Abt. Er studierte ab 1570 in Wittenberg Theologie, Jura und Geschichte und vertiefte sein rechtswissenschaftliches Studium 1574 zwei Semester in Köln. Von 1567 bis 1570 war er zuvor Novize im Kloster. Anschließend lebte er in Bothmer und trat 1577 in das Kloster St. Michael zu Lüneburg ein. 1586 wurde er zum dritten lutherischen Abt dieses Klosters vom Konvent gewählt.
- Dietrich von Bothmer (1918–2009), deutsch-amerikanischer Klassischer Archäologe, Professor am Institute of Fine Arts der New York University, Abteilungsleiter des Metropolitan Museum of Art New York
- Dorothea von Bothmer (1579–1655), 2. Ehefrau von Statius von Münchhausen, bis 1652 Schlossherrin auf Schloss Bevern im Weserraum. Beigesetzt in der Kapelle in Bevern.
- Eberhard von Bothmer (1562–1645), Drost
- Eduard von Bothmer (1811–1889), preußischer Generalleutnant
- Eleonore von Bothmer (1800–1838), erste Ehefrau von Fjodor Iwanowitsch Tjuttschew
- Emily von Bothmer, geb. Jochmus (1833–1911), Staatsdame am Hof von Sachsen-Weimar-Eisenach
- Ernst von Bothmer (Generalmajor) (1770–1849), hannoverscher Generalmajor
- Ernst von Bothmer (Diplomat) (1841–1906), deutscher Diplomat
- Felix Graf von Bothmer (1852–1937), bayerischer Generaloberst
- Ferdinand von Bothmer (1758–1826), hannoverscher Oberhauptmann
- Friedrich von Bothmer (Minister) (1796–1861), deutscher Richter und Minister des Königreichs Hannover
- Friedrich von Bothmer (General) (1805–1886), bayerischer General der Infanterie
- Friedrich von Bothmer (Politiker) (1807–1877), deutscher Politiker, MdR
- Friedrich Johann von Bothmer (1658–1729), deutscher Generalleutnant im Kurfürstentum Braunschweig-Lüneburg
- Fritz von Bothmer (1883–1941), deutscher Sportpädagoge
- Georg Christian von Bothmer (1695–1766), Hofrichter, Landrentmeister und Landrat bei der Calenbergschen Landschaft
- Georg Ludwig von Bothmer (1733–1804), Generalmajor im Kurfürstentum Braunschweig-Lüneburg
- Hans Caspar von Bothmer (1656–1732), Diplomat und Minister
- Hans Caspar Gottfried von Bothmer (1695–1765), dänischer Amtmann, 2. Majoratsherr auf Bothmer
- Hans-Cord von Bothmer (1936–2021), deutscher Politiker (CDU), MdL
- Hans-Dietrich von Bothmer (1941–2017), deutscher Diplomat
- Helene Freifrau von Bothmer (1908–1996), deutsche Museumskuratorin und ein US-amerikanisches Model, Ehefrau von Heinrich von Bothmer-Schwegerhoff und von Karl Graf von Bothmer
- Hippolyt Graf von Bothmer (1812–1891), deutscher Offizier und Diplomat
- Ingrid Freiin von Bothmer (1918–2003), deutsche Theater- und Fernsehschauspielerin
- Ivo Freiherr von Bothmer (1881–1940), deutscher Rittergutsbesitzer und Politiker (DNVP)
- Johann von Bothmer (Statthalter) († 1586), Statthalter des Bistums Hildesheim und bischöflicher Amtmann im Amt Steuerwald[9]
- Johann von Bothmer (Domherr) (1536/37–1592), Magdeburger Domherr und Senior des Domkapitels, Stifter[10]
- Karl von Bothmer (Diplomat, 1770) (Karl Heinrich Ernst Friedrich Graf von Bothmer, Carl Graf von Bothmer; 1770–1845), deutscher Adliger, Kammerherr und Gesandter
- Karl von Bothmer (Politiker) (1799–1852), deutscher Jurist und Politiker
- Karl Freiherr von Bothmer (1880–1947), deutscher Generalstabsoffizier
- Karl Graf von Bothmer (Publizist) (1881–1947), deutscher Publizist
- Karl Graf von Bothmer (Diplomat, 1891) (1891–1971), ungarischer Generalkonsul
- Lenelotte von Bothmer (1915–1997), Mitglied des deutschen Bundestages (SPD)
- Ludwig von Bothmer (1817–1873), preußischer Generalleutnant und Gouverneur von Köln
- Marie von Bothmer (1845–1921), geb. Fehleisen, Ehefrau von Maximilian Apollonius Julius Heinrich von Bothmer (1840–1900)
- Mary von Bothmer (Schriftstellerin, 1836) (1836–1901), geb. Young, Schriftstellerin, Ehefrau von Hippolyt von Bothmer
- Mary von Bothmer (Schriftstellerin, 1859) (1859–1939), geb. Taylor, Ehefrau von Alfred Felix von Bothmer, auf Bothmer
- Marie von Bothmer (1859–1936), Tochter von Eduard von Bothmer, Ehefrau von Carl Caspar von Droste zu Hülshoff
- Marie von Bothmer (* 1995), deutsche Popsängerin
- Maximilian von Bothmer (1816–1878), bayerischer Generalleutnant, Generalquartiermeister und Reichsrat
- Michael Graf von Bothmer (* 1959), deutscher Komponist und Musikproduzent[11]
- Otto von Bothmer (1865–1918), achter Majoratsherr auf Bothmer, Mitglied des Deutschen Reichstags
- Peter-Christian von Bothmer (* 1941), deutscher Brigadegeneral
- Richard von Bothmer (1890–1945), deutscher Generalmajor
- Robert von Bothmer (1842–1916), bayerischer Kammerherr und Generalmajor
- Rudolf von Bothmer († 1856), hannoverscher Amtmann
- Stephan von Bothmer (* 1971), deutscher Pianist und Komponist, besonders für Stummfilmmusik
- Ulrich von Bothmer (1889–1968), Generalarbeitsführer im Reichsarbeitsdienst (RAD), SRP-Politiker[12]
- Wilhelm von Bothmer (1839–1913), österreichischer General der Kavallerie

## Bothmersche Familienstiftung für Studienstipendien
Der verstorbene Senior des Domkapitels zu Magdeburg, Johann von Bothmer (* 1536; † 26. Januar 1592 in Magdeburg) setzte in seinem Testament ein Studienstipendium für Nachkommen seiner Bruder- und Schwesterkinder aus. In Ausnahmefällen konnte das Stipendium auch zur Aussteuer weiblicher Nachkommen oder an bürgerliche Studenten der Theologie, die nicht der Familie von Bothmer anzugehören brauchten, ausgegeben werden. Die Archivalien der Stipendienstiftung werden im Landesarchiv Sachsen-Anhalt verwaltet.